# Bank of America Corporate Center
Bank of America Corporate Center – wieżowiec w Charlotte, w Stanach Zjednoczonych, o wysokości 265 m. Budynek został otwarty w 1992, posiada 60 kondygnacji.